# Chaetodon smithi
Chaetodon smithi là một loài cá biển thuộc chi Cá bướm (phân chi Lepidochaetodon) trong họ Cá bướm. Loài này được mô tả lần đầu tiên vào năm 1975.

## Từ nguyên
Từ định danh smithi được đặt theo tên của nhà ngư học C. Lavett Smith, Jr. (1927 – 2015), từng công tác tại Bảo tàng Lịch sử Tự nhiên Hoa Kỳ, người đã thu thập các mẫu vật đầu tiên của loài cá này và nhận ra đây là một loài chưa được mô tả.

## Phạm vi phân bố và môi trường sống
C. smithi được ghi nhận tại quần đảo Pitcairn (Lãnh thổ hải ngoại thuộc Anh); Rapa Iti và Marotiri (thuộc quần đảo Bass của Polynésie thuộc Pháp), một vài cá thể lang thang đã được bắt gặp tại đảo Phục Sinh (Chile).
C. smithi sống tập trung trên các rạn san hô viền bờ có nhiều tảo phát triển, thường được tìm thấy ở độ sâu khoảng 10–30 m, nhưng cũng có thể sâu đến 80 m.

## Mô tả
C. smithi có chiều dài cơ thể lớn nhất được ghi nhận là 19 cm. Loài này có 2 màu rõ rệt: đầu và nửa thân trước màu nâu đen, kể cả một phần trước vây lưng, toàn bộ vây ngực và vây bụng; nửa thân sau và đuôi có màu vàng, kể cả phần vây lưng còn lại, vây đuôi và vây hậu môn (rìa sau của vây đuôi trong suốt). Vây lưng và vây hậu môn có viền màu xanh lam nhạt ở rìa.

## Sinh thái học
C. smithi thường hợp thành đàn lớn ở tầng nước giữa và ăn động vật phù du. Một cá thể C. smithi chưa lớn (khoảng 5 cm) được thu thập vào năm 2002 tại đảo Rapa Iti, là cá thể duy nhất được trưng bày trước công chúng tại Thủy cung Waikiki (Honolulu, Hawaii). Kể từ đó cho đến khi được trả về tự nhiên, cá thể này đã sống được 13 năm.

## Thương mại
C. smithi hầu như không được thu thập trong ngành kinh doanh cá cảnh.